# 全超級機器人大戰 電視大百科
《全超級機器人大戰 電視大百科》（日语：全スーパーロボット大戦 電視大百科）是萬普資料集作品。收錄了以SD比例表現的機器人跨界作品「超級機器人大戰系列」的第1作《超級機器人大戰》至當時的最新作《超級機器人大戰F完結篇》的情報。

## 收錄作品
- 超級機器人大戰
- 第2次超級機器人大戰
- 第2次超級機器人大戰G
- 第3次超級機器人大戰
- 超級機器人大戰EX
- 第4次超級機器人大戰
- 第4次超級機器人大戰S
- 超級機器人大戰F
- 超級機器人大戰F完結篇

## 收錄内容
收錄的情報是以超級機器人大戰為準，有些情報會跟原作動畫有出入。
HISTORY OF S.R.W.
透過各作品解説超級機器人大戰歷史。
ROBOT & CHARACTER DATABASE
可以閲覧超級機器人大戰系列中登場的機體及角色的情報。
KEYWORD OF S.R.W.
可以閱覽超級機器人大戰系列中登場的用語的解説。
APPENDIX
補足資料。
IMAGE DRAWNINGs
可以閱覽不創角色的真實畫及包裝畫像。
COLOR ILLUSTRATIONs
可以閱覽機體的SD畫像。
OFFICIAL ILLUSTRATIONs
可以閱覽原創角色的設定畫及一些未有採用的準備稿。
CHARACTER GOODS
超級機器人大戰的關連商品的介紹。
MOVIEs
收錄了TVCM以及《超級機器人大戰F完結篇》的PV。
EXAM.
關於超級機器人大戰的知識的問題。

## 封面登場機体
- 豪將軍（戰國魔神豪將軍）
- 斷空我（超獸機神斷空我）
- EVA初号機（新世紀福音戰士）
- （傳說巨神伊迪安）
- 高達（機動戰士GUNDAM）
- （聖戰士登霸）
- 鐵甲萬能俠（鐵甲萬能俠）
- 飛龍（三一萬能俠G）
- GunBuster（飛越巔峰）
- （超力電磁俠）
- （鬥將大武士）
- （勇者雷登）
- 賽巴斯塔（魔裝機神 THE LORD OF ELEMENTAL）
- 古倫加斯特（萬普原創）

## 推廣活動

### TVCM
歌曲版本
配合廣告曲播放遊戲畫面。
神谷教官版
神谷明擔任穿著軍服教官指導擔任機器人大戰新人千葉れみ。由於神谷明在過去聲演了眾多機器人動畫的主人公，因此被設定為機器人大戰的教官。這段CM是由《全超級機器人大戰 電視大百科》、PS版《超級機器人大戰F》、PS版《超級機器人大戰F完結篇》共3部構成的。

### 抽獎活動
本作和後來發售的PlayStation版《超級機器人大戰F》《超級機器人大戰F完結篇》一起成為復刻版超合金鐵甲萬能俠的抽獎活動「メガトンキャンペーン」的對象商品之一。

## 外部連結
- 全超級機器人大戰 電視大百科 介紹網頁
- PS官方網站 全超級機器人大戰 電視大百科 介紹網頁（页面存档备份，存于）